# 藤田一照
藤田 一照（ふじた いっしょう、1954年4月18日 - ）は、日本の曹洞宗の僧侶、国際布教使。翻訳家。元曹洞宗国際センター2代所長。
兄弟子にフォルザーニ慈相、同安居に山下良道。

## 略歴
1954年、愛媛県新居浜市に生まれる。1973年、灘高等学校卒業。1977年、東京大学教育学部教育心理学科卒業、同大学院進学。1982年、東京大学大学院教育心理学専攻博士課程中途退学。1983年、安泰寺の渡部耕法師に就いて出家。
1985年から1986年、明光寺僧堂で修行。1987年、国際布教使に就任。マサチューセッツ州バレー禅堂に赴任し、禅の指導を行う。2005年、日本に帰国、神奈川県葉山に拠点を移す。2010年から2018年、サンフランシスコの曹洞宗国際センター所長に就任。

## 著作

### 単著
- 『現代坐禅講義 - 只管打坐への道』（佼成出版社） 2012.7　ISBN 978-4-3330-2550-3 、のち角川ソフィア文庫 2019.1　ISBN 978-4-04-400431-6
- 『「禅トレ」で生きるのがラクになる』（世界文化社） 2018.6　ISBN 978-4-418-18217-6
- 『禅僧が教える考えすぎない生き方』（大和書房） 2018.10　ISBN 978-4479393139
- 『ブッダが教える愉快な生き方』（NHK出版、学びのきほん） 2019.6　ISBN 978-4-14-407244-4
- 『禅 心を休ませる練習』（大和書房、だいわ文庫）2021.5　ISBN 978-4-479-30868-3

### 共著
- 『脳科学は宗教を解明できるか - 脳科学が迫る宗教体験の謎』（杉岡良彦, 冲永宜司, 松野智章共著、芦名定道, 星川啓慈共編、春秋社） 2012
- 『あたらしいわたし 禅100のメッセージ』（廣瀬裕子共著、佼成出版社） 2012
- 『仏教は世界を救うか - "仏・法・僧"の過去 / 現在 / 未来を問う』（鎌田東二, 井上ウィマラ, 西川隆範共著、地湧社） 2012
- 『アップデートする仏教』（山下良道共著、幻冬舎、幻冬舎新書） 2013
- 『安泰寺禅僧対談』（ネルケ無方共著、佼成出版社） 2015
- 『僕が飼っていた牛はどこへ行った? ～「十牛図」からたどる「居心地よい生き方」をめぐるダイアローグ～』（長沼敬憲共著、ハンカチーフ・ブックス） 2015
- 『禅の教室』（伊藤比呂美共著、中央公論新社、中公新書） 2016.3
- 『〈仏教3.0〉を哲学する』（永井均, 山下良道共著、春秋社） 2016.9　ISBN 978-4393135921
  - 『〈仏教3.0〉を哲学する バージョン2』（山下良道, 永井均との共著、春秋社） 2020.2　ISBN 978-4-393-13430-6
- 『仏教瞑想の多面的適用』（ステファン・G・ホフマンほか共著、サンガ、東京マインドフルネスセンター ワークショップ集1） 2017.3
- 『禅・チベット・東洋医学』（永沢哲共著、サンガ） 2017.5
- 『青虫は一度溶けて蝶になる：私・世界・人生のパラダイムシフト』（桜井肖典, 小出遥子共著、春秋社） 2017.5
- 『実践!! 瞑想の学校』（ネルケ無方ら共著、サンガ） 2017.6
- 『退歩のススメ』（光岡英稔共著、晶文社） 2017.12
- 『生きる稽古 死ぬ稽古』（伊東昌美共著、日貿出版社） 2017.8　ISBN 978-4817082398
- 『感じて、ゆるす仏教』（魚川祐司共著、角川書店） 2018.5
- 『テーラワーダと禅 - 「悟り」への新時代のアプローチ』（アルボムッレ・スマナサーラ共著、サンガ） 2018.7　ISBN 978-4865641271
- 『仏教サイコロジー （魂を癒すセラピューティックなアプローチ）』（プラユキ・ナラテボー共著、サンガ） 2018.10　ISBN 978-4865641332
- 『マインドフルネスの背後にあるもの 存在神秘の覚醒をめぐるクロストーク』（古東哲明, 熊野宏昭, 貝谷久宣共著、サンガ） 2019.1　ISBN 978-4-86564-144-8|date
- 『哲学する仏教 内山興正老師の思索をめぐって』（山下良道, ネルケ無方, 永井均共著、サンガ） 2019.11　ISBN 978-4-86564-161-5

## 翻訳
- 『禅への鍵』（ティク・ナット・ハン、春秋社） 2001、のち新装版 2011.4
- 『ダルマの実践 - 現代人のための目覚めと自由への指針』（スティーブン・バチェラー（英語版）、四季社） 2002
- 『フィーリング・ブッダ - 仏教への序章』（デイビッド・ブレイジャー（英語版）、四季社） 2004
- 『自己牢獄を超えて - 仏教心理学入門』（キャロライン・ブレイジャー、コスモス・ライブラリー） 2006
- 『未来の宗教 - 空と光明』（ドン・キューピット（英語版）、春秋社） 2008
- 『法華経の省察 - 行動の扉をひらく』（ティク・ナット・ハン、春秋社） 2011
- 『禅マインド・ビギナーズ マインド2』（鈴木俊隆共著、サンガ、サンガ新書） 2015.7　ISBN 978-4865640182
- 『〈目覚め〉への3つのステップ: マインドフルネスを生活に生かす実践』（ラリー・ローゼンバーグ、春秋社） 2018.10 ISBN 978-4393365557
- 『まがったキュウリ 鈴木俊隆の生涯と禅の教え』（デイヴィッド・チャドウィック、監訳、サンガ） 2019.11　ISBN 978-4-86564-142-4

## 論文
- CiNii>藤田一照

## 出演
- 「NHKこころの時代『坐禅 - 結果自然成』」（NHK教育） 2010.7.8
- 「NHKこころの時代～宗教・人生～『心はいかにして生まれるのか - 脳科学と仏教の共鳴』」（Eテレ） 2017.2.5
- ドキュメンタリー映画「Buddhist 今を生きようとする人たち」（後藤サヤカ監督） 2015[5]
- 「BS1スペシャル「禅×21世紀」」（NHK BS1） 2020.5.1[6]